# كوجي كاواتا
كوجي كاواتا (باليابانية: 川田 浩二) (13 أغسطس 1974 في أوساكا في اليابان – )؛ هو لاعب كرة قدم سابق كان يلعب كلاعب وسط.